# باولو بورتوغيزي
باولو بورتوغيزي (روما، 2 نوفمبر 1931 - كالكاتا، 30 مايو 2023) هو مهندس ومُنظِّر معماري إيطالي، من دعاة ما بعد الحداثة.
عمل في تدريس مادة التصميم الحضري في جامعة روما سابينزا، وشارك في إدارة وتحرير مجلات عديدة.

## روابط خارجية
- باولو بورتوغيزي على موقع IMDb (الإنجليزية)
- باولو بورتوغيزي على موقع مونزينجر (الألمانية)
- باولو بورتوغيزي على موقع كينوبويسك (الروسية)
- باولو بورتوغيزي على موقع كينوبويسك (الروسية)